# Eemweg 68
Eemweg 68 is een gemeentelijk monument aan de Eemweg in Baarn in de provincie Utrecht.
Het woonhuis/pakhuis is in 1934 ontworpen door architect P. Beekman voor P.M. Kuyer. Het linkergedeelte, met erker, wordt gebruikt als woonhuis en is iets hoger dan de rechter helft die als pakhuis wordt gebruikt. Het pakhuis heeft een dubbele inrijdeur en staat aan de Eem.